# Бел Ами
„Бел Ами“ е вторият роман на Ги дьо Мопасан, публикуван през 1885. В него се разказва историята на журналиста Жорж Дюроа, който от дребен репортер се издига до депутат и политик, възползвайки се от своята хубава външност, прелъстяваща жените. В нея се развива темата за разпада на нравите в Париж през XIX век. В сюжета на романа е интерпретиран и мотивът, характерен за реалистичния роман, за преминаването от по-ниско към по-високо стъпало, за изкачването по стълбицата на общественото положение, като заедно с това се преплита и мотивът на прелъстяването. Новелата „Бел Ами“ („Красив приятел") – разглежда естествен път за обществено издигане чрез ползване на дами от тогавашното френско общество.
В романа почти не присъства авторът. Има поява на нов герой, който иска на всяка цена да завладее Париж.

## Творческа история на творбата
През 1880 г. Мопасан работи като хроникьор в два парижки вестника, пише поезия и новели и от три години мечтае да създаде роман. Един от неговите весели приятели – Хари Алис – споделя, че замисълът е бил нахвърлян за приказка в наетата лятна къща в Сартувил край реката, в спомени за репортерския труд и разнообразни случки. Повечето от персонажите имат прототипове в журналистически среди. Сред писателските среди се твърди, че в образа на Бел Ами може да се открие подофицер, обичан от читателките на вестник „Жил Блас“ – Рьоне Мезбоа, барон Тусен. Имал е репутация на използвач, на човек, който е умеел да използва жените да пишат вместо него. Едно от изданията на романа е посвещение на г-жа Б. „С почит от самия Бел Ами“, Ги дьо Мопасан.
„Сред очерците, които Мопасан печата през първата половина на 80-те години на страниците на вестниците „Голоа” и „Жил Блас”, особено впечатление прави „Мъжът проститутка”, който с основание може да се смята за идейно ядро на романа. В него писателят е скицирал профила на един нов социалнопсихологически тип, станал особено популярен в годините след Френско-пруската война. Той е безскрупулен и аморален, готов е на всякакви безпринципни постъпки и съглашателства в името на личното облагодетелстване и преуспяване. В чисто литературен план Жорж Дюроа на Мопасан има предшественици в лицето на Балзаковите герои Йожен дьо Растиняк и Люсиен Шардон, както и на Флоберовия Фредерик Моро от „Възпитание на чувствата”. Общото в този социално разпознаваем тип от онази епоха е в желанието на младия провинциалист, отишъл в Париж, да си пробие път в обществото. Но единият от Балзаковите герои наистина успява, докато другият се проваля и загива. На героя на Флобер пък липсва необходимата духовна енергия, за да преуспее. В лицето на Жорж Дюроа Мопасан показва новия тип безскрупулен авантюрист, когото всяко издигане по социалната стълбива зарежда с енергия. Финалът на романа, възпроизвеждащ сватбата на героя за една от дъщерите на г-н Валтер, е своеобразна реплика спрямо финала на „Дядо Горио” от Балзак, където Йожен дьо Растиняк отправя своето предизвикателство към Париж. Така е и с Жорж Дюроа – той не е достигнал върха на своите амбиции, а само се е качил на трамплина, откъдето ще направи нов, още по-зашеметяващ скок към върховете на обществото.”

## Персонажи
• Жорж Дюроа (Бел Ами) – бивш войник, журналист и кариерист; просперира в обществото, обсипвайки с „любов” жените на властимащите мъже; прякорът му е даден от Лорен дьо Марел
• Шарл Форестие – приятел на Дюроа от армията; журналист; умира млад, все още неосъществил всичките си мечти
• Мадлен Форестие – съпругата на Шарл, а по-късно и на Жорж; тя помага на своите съпрузи да пишат статиите си и има много връзки в буржоазните среди
• Ларош Матьо – любовник на Мадлен Форестие; депутат, по-късно става министър-председател, но връзката му с Мадлен излиза наяве и той губи доверието на всички
• граф дьо Водрек – заможен граф, с неясни връзки с Мадлен Форестие, завещава ѝ всичко, което притежава, но половината от завещаното присвоява Жорж Дюроа
• Клотилд дьо Марел – приятелка на Шарл Форестие, чийто съпруг отсъства за дълги периоди от време; основната любовница на Жорж Дюроа
• Лорен дьо Марел – младата дъщеря на Клотилд; тя дава прякора Бел Ами на Жорж Дюроа
• Жак Ривал – хроникьор; за кратко помага на Жорж Дюроа
• Норбер дьо Варен – стар, самотен и уморен поет, без жена и деца; отваря очите на Жорж Дюроа за света и смисъла на живота
• господин Валтер – евреин; собственик и главен редактор на „Ла ви франсез”
• госпожа Виржини Валтер – съпруга на господин Валтер и майка на две дъщери; приема религията на съпруга си в знак на нейната любов към него; и тя става любовница на Жорж Дюроа
• Сюзан Валтер – дъщеря на господин и госпожа Валтер; омъжва се за Жорж Дюроа
• Рейчъл – проститутка, към която Жорж Дюроа се обръща по време на финансова криза

## Сюжет на романа
Преди да се появи в Париж, Жорж Дюроа служи като подофицер в окупационните части две години в Африка. Той се връща назад в безгрижните си спомени с носталгия. Сега в големия френски град положението е друг. Сега няма араби, които да ограбва заради положението си, няма кого да убива, ако се съпротивлява. Сега е принуден да работи на железниците за пари, с които едвам се облича, храни се в евтини ресторанти и може да си позволи само една бира. Нищо повече. Мизерният живот го принуждава да бъде пестелив. Но целият лукс, който се явява пред очите му, когато се разхожда по парижките улици – заможните хора, напълнили с глъч френските ресторанти и кафенета, изпълват Жорж Дюроа с неистова завист и омраза, ругае ги, мисли им най-лошото.
И макар в Париж да не използва средствата, с които в Африка е успявал да спечели пари, Жорж има в себе си едно ефикасно оръжие, което ще му пробива път непрекъснато – мъжествената му привлекателност. Още при първата му разходка по здрачените улици Мопасан ни обръща внимание на това как неговият герой събира погледите на жените и описва красноречиво външния му вид: „Въпреки своя евтин костюм, той запазваше известна външна елегантност, макар и малко шаблонна. Висок, с хубаво телосложение, рус, с малко кестеняв оттенък на къдравите му коси, сресани на път през средата, разкошни мустаци, с ясно сини очи с малки зеници, той наподобяваше герой на булеварден роман.”
Още в първите страници на романа Жорж Дюроа все още е сам, няма кой да застане зад гърба му. Той може да разчита на харизмата и чара си само сред проститутките на „Фоли Бержер”. Но съвсем скоро ще си намери приятели, които ще му отворят очите за възможностите на този завиден капитал. Първият от тях е бивш колега от армията – Шарл Форестие, когото среща случайно на улицата и който възкликва: „Наистина, любезни мой, знаеш ли, че ти имаш успех сред жените? Това не трябва да се пренебрегва. С това може да се отиде далеч”.
„Шарл Форестие е всъщност човекът, който въвежда Жорж Дюроа в кръга на преуспелите парижани. Самият той е журналист, ръководи политическия отдел в не особено популярния, но влиятелен вестник „Ла ви франсез”. Изданието е тясно обвързано с властта – направлявано от депутат, то се поставя в услуга на личните интереси на група парламентаристи и министри. Форестие назначава стария си приятел на репортерска длъжност въпреки неговата очевидна неподготвеност за такава работа. И пак той му проправя път към жена си, а чрез нея и до цяла серия заможни и влиятелни съпруги и дъщери на важни личности, които Дюроа ще покорява една по една, за да се издигне чрез тях до най-високите етажи на френската обществена йерархия. Мадлен Форестие ще напише първите му журналисически материали, които ще му помогнат да си създаде име в новата професия. Нейната сродница Клотилд дьо Марел ще му стане постоянна любовница, а съпругата на самия господин Валтер, който е директор на „Ла ви франсез”, също ще бъде прелъстена и изоставена, този път заради дъщеря ѝ Сюзан. Междувременно Дюроа ще сключи граждански брак с Мадлен веднага след смъртта на Шарл Форестие, ще се обогати от нейното състояние и скоро след това ще я захвърли, за да се ожени в църква за младата г-ца Валтер – не толкова заради свежата ѝ младост, а защото го привличат неудържимо зестрата и наследството ѝ. Баща ѝ наскоро е придобил милиони и се е превърнал в един от най-заможните хора във Франция.
С тази триумфална сватба завършва романът. Дюроа най-сетне е достигнал до най-високото стъпало на съвременното общество. Оттам той оглежда Париж с чувството на победител, но походът му към върховете още не е приключил. Сега пред него е Камарата на депутатите. Това, което предстои, е влизането на героя в голямата политика, а това означава, че ще навлезе в най-неконтролирания грабеж – един ход, който вече може да се остави на въображението на читателя.”

## Образът на Дюроа и порочният свят, в който живее
Жорж Дюроа се появява във Франция веднага след всички мародерства, които е извършвал в далечната Африка, тоест съвестта му вече е нечиста – той няма да се спре да извърши предателство, измама, интрига, ако знае, че това са прекрасни възможности да му донесат лична изгода. Има умението да се сближава с всеки, който би могъл да му е полезен, да го употреби в най-голяма степен и когато му стане неполезен, да го захвърли като ненужен предмет. Дюроа не подбира – това е начинът, по който процедира с всички, но най-вече с жените, които са средството, с което си проправя път към високите места в обществената йерархия. Егоизмът му, видян  в подобен план, е абсолютен. Това го превръща в студен, безчувствен човек, който не се интересува от преживяванията на заобикалящите го, и някак „стратегически” пресметлив. Дори когато го виждаме в която и да е от любовните сцени, той преценява всяка своя дума и ласка, подбира ги, третира жената като предмет, с който ще си послужи за своите користни цели. Александър Шурбанов много точно изразява позицията си, че именно тази негова „опустошена същност и това изцяло режисирано поведение осигуряват успех на всичките му начинания”. Терминът „мъж проститутка”, въведен в споменатия вече очерк на писателя, му приляга напълно – той е такъв и в по-обобщения, и в по-тесния смисъл на думата.
В цялостното поведение на Дюроа се забелязва завист и омраза към богатите. Той винаги остава недоволен, каквото и да придобие. Комплексира се от това, че има много по-успели хора от него. Това го амбицира да им покаже, че може да ги надмине, защото не е по-глупав от тях, тоест да им покаже, че ги превъзхожда.
Именно неутолимата му жажда за напредък, просперитет и завоевание отключва у героя жестокостта и насилието. Неговите мечти са свързани с унижението на низшестоящите, опозоряването им; Дюроа иска да отнеме както жените, така и децата им, а чрез тях да присвои и имуществото им. Точно така ще направи с Мадлен Форестие, със семейство дьо Марел, с Валтерови. Дори сватбата с младата Сюзан трябва да служи за удар срещу нейните родители: „Той нежно я обгърна през кръста; тя го слушаше най-внимателно, с разтуптяно сърце. Жорж усети в себе си омразна злоба против тях. Но той имаше вече дъщеря им и те сега ще видят…”
Жорж Дюроа е склонен дори да си отмъщава на мъртвите, като очерня тяхната памет и се гаври с всичко останало след тях. Така се държи и спрямо Шарл Форестие, а именно той му подава ръка като приятел, без чиято помощ едва ли Бел ами би могъл да си осигури място сред обществото, с което сега се разпорежда. С жените от тази среда започва да се отнася тиранично от момента, в който си е осигурил власт над тях. Способен е даже да ги малтретира физически.
Колкото и парадоксално да е, точно това ужасно лице от личността на Жорж Дюроа го очовечава, защото тя е изключителна, не подлежи на промени и показва някаква потисната духовитост. Всъщност става дума за тежък вътрешен комплекс, който би могъл да подлежи на клинично изследване. Неговото изясняване би ни показало истинската същност на този характер.
След като Дюроа навлиза във висшето парижко общество, постепенно се открива и картината на тази действителност. Няма салоните на Балзаковата епоха например, а ги има скъпите  имоти на средната класа, която се е добрала до трона на господството и няма търпение да събере финансов дивидент и да се отрупа в благосъстояние. Тя цели да се настани на мястото на старата аристокрация. Дюроа бързо разпознава този начин на живот. Разделя името си на две – Дю Роа, като прибавя и името на родното си село; така героят започва да носи името г-н Дю Роа дьо Кантел, като по този начин претендира да е част от благородното съсловие.
В това пространство, в което младият човек е успял да намери място, властва личният интерес. Вестникът, по който той започва работа, съвсем не е обикновен вестник, а начин за манипулация на народа в полза на група безчестници, които се наричат политици („шайката на Валтер”). Проблемът не опира само до властта на парите в журналистиката,  цялата политическа система е нагласена така, че да обслужва амбициите за лична печалба на тези, които я държат под контрол.
Парите са завладели душите на хората и управляват личния им живот. След като съпругът ѝ умира от туберкулоза, Жорж Дюроа предвидливо предлага брак на Мадлен Форестие, ръководен не толкова от външността ѝ, колкото от изгодата. Самата Мадлен нарича бракосъчетанието си с Дюроа съдружие, в което и двете страни трябва да участват с определен капитал при разделянето на имотите. Такава положена основа задължително става преграда по-късно.
Морал в това общество не съществува, то е илюзия. В отделните епизоди все повече личи поквареността с навлизането на Жорж Дюроа в него. Истинското му лице се вижда най-ярко в един от епизодите, в който в късните часове след работа Дюроа е излязъл на разходка из Париж. Край Триумфалната арка той се натъква на шумно шествие от карети в Булонската гора. В него са взели участие най-заможните столичани, които са дошли, за да покажат тоалетите си и конете си. Жорж ги наблюдава с едва прикрита насмешка, тъй като той вече знае подробности за някои от тях – за богатствата им, начина, по който са ги получили, за възможностите им, страстите и слабостите им, любовниците им и техните качества.
Изведнъж пред него се появява „маска”, която внезапно му напомня и за неговото участие в карнавала: „Но мина един файтон, красив, нисък, теглен от два бели коня, с развяващи се гриви и опашки; караше го малка блондинка, позната куртизанка, зад която седяха двама лакеи. Дюроа се спря с желание да се поклони и да поздрави това парвеню на любовта. А тя нахално изваждаше на показ безумния разкош, който беше спечелен с безчестие, за да дразни разхождащите се лицемерни аристократи. Може би той смътно почувства, че между тях съществува някаква прилика, някаква природна връзка, че те принадлежат към еднаква порода, имат една душа и че неговите успехи ще бъдат също тъй дръзки.”
Дюроа не се срамува от мястото си в този парад на охолство и показност, той се въодушевява за нови приключения, в неговия свят няма по-висок критерий за ценност от този на материалните облаги. Единствено гласът на Норбер дьо Варен поставя под съмнение тази странна философия. Той прави опит да осветли Дюроа, че амбициите на човека за издигане в обществото са излишни, защото смъртта обезсмисля всичко. Дюроа единствено потръпва от този глас.
Повествованието на романа създава впечатление за жива действителност със заплетени истории между хората, в която изплува душевността на социалната прослойка, но и също различните характери. Авторът остава настрани от събитията. Избягва да заема позиция и да изразява отношение към действащите лица, но присъствието му се усеща през цялото време.
Жорж не спира с Мадлен Форестие. Той подхваща авантюра и със съпругата на своя шеф – добродетелната Виржини Валтер, която никога не е имала извънбрачна връзка и затова влюбването ѝ в Дюроа съдържа елементи на гротеска: тя е смешна и жалка в любовните си унасяния, които скоро започват да дотягат на Бел ами и да го отвращават от нея. „Но тъкмо по това време се развихря и историята с обезценените облигации и правителствения шантаж, след която богаташът Валтер става още по-богат, а Жорж Дюроа започва да крои планове как да му стане зет. Разводът му с Мадлен е същински изстрел в десетката, защото той успява да уличи съпругата си в прелюбодеяние, при което любовникът е министърът на вътрешните работи и приятел на семейството Ларош-Матьо. Бел ами получава развод, като същевременно катурва от поста му дискредитирания министър, с което си създава славата на влиятелен журналист. После схемата на прелъстяването на малката Сюзан Валтер е детинска игра за опитния покорител на жени. В тази част на романа най-голям интерес представляват преживяванията на г-жа Валтер, която изживява сложна гама от чувства между ревността към собствената дъщеря, омерзение към пресметливия съблазнител и самосъжаление, без да може да сподели страданията си с когото и да било.”
В нощта, когато стои до бездиханното тяло на мъртвия си приятел Шарл Форестие, Дюроа, за когото няма никаква морална ценност като любов, приятелство, религия, семейни връзки, която да не е подложил на съмнение и да е обезсмислил, изведнъж прозира в безсмислието на човешкото битие: „Растенията, животните, хората, звездите, световете — всичко се ражда, после умира, за да придобие друг образ. Но никога едно същество не идва отново — нито едно насекомо, нито един човек, нито една планета! Необясним, безграничен страх обхвана душата на Дюроа, страх пред това неизбежно небитие, което тъй мимолетно и тъй жестоко разрушава безследно всяко същество. Той вече чувстваше неговата заплаха над главата си. И си спомни за насекомите, които живеят само няколко часа, за животните, които живеят няколко дни, за хората, които живеят няколко десетки години, за планините, които живеят няколко хилядолетия или века. Каква е разликата между едните и другите? Няколко часа повече — ето всичко.”

## Особености на романа
Творбата е центростремителна, динамична и разгъната на широк социален фон. В първия си пласт произведението следва линията на психологизъм и обективизъм. Младият човек с посредствено образование отначало има ясна преценка за своите скромни възможности. Способен е на дребни жестове на благородност, не е чужд и на лукаво и самодоволно себевглеждане. Мопасан разточително описва външния му вид, спирайки се на един съществен символ на мъжествеността – мустаците. За епохата те кондензират чувствеността и определят границите на еротичното: „Мустаците му се къдреха над устните, бухнали, гъсти, хубави, червеникаворуси, с по-светъл оттенък към щръкналите краища". На друго място описанието на мустаците психологизира натурата на героя по-задълбочено, акцентирайки агресивността на Дюроа: „... засукани, остри като игли, заплашителни, огромни, наперени, влюбчиви, дръзоверни." Тази външност читателите и съвременниците на Мопасан често отнасят към самия автор.
Във фокуса на повествованието Дюроа е една активна фигура, която носи чертите на определен обществен тип, продукт на епохата. Индивидуалността се проявява в конкретните актове на поведението му, но в повтаряемостта на тези актове вътрешната същност на героя непрекъснато заявява онова, което е усвоила от другите, от опитните в надпреварата за власт и богатство.
В света на разпад на човешките ценности жените имат безкрайна значимост. В живота на писателя те придобиват доминиращ смисъл. Бащата на писателя Густав е дискредитиран в семейството от буйната и властна майка, която до края на живота на твореца не изпуска юздите на неговия личен и професионален живот. В очите на двамата синове тя е знаеща, можеща, осигуряваща в голяма степен светските и професионалните контакти, тя наставлява и направлява. Въпреки крехкото си невротично здраве Лор създава у Мопасан зависимост, съобразност на вкусовете. Жените в романа носят своите индивидуални отклици, но всяка от тях прибавя с поведението си нещо към общия портрет на определен поведенченския тип за епохата и пола. У жените като символ на чувствеността е посочена косата: „очарователен облак", „бухнали къдрави коси“, „коси като на луксозни кукли (Сюзан Валтер)“, „коси, вдигнати във висока прическа“, „малки къдрици, разрошени в леглото (г-жа Марел)“.
Дрехата също психологизира образите с точност на детайла, издава темперамента, вкусовете, чувствеността, манталитета на жената, първичността на инстинктите или съображенията на интелекта.
Образът на главния герой и донякъде образът на Валтер отразяват едно присъщо за натурализма излизане от смисловите пластове на обективизма и психологизма в символичните пространства на романа, в ново ниво на обобщение. Заглавието „Бел Ами“ паратекстово предопределя един тип на човешко поведение. Хубостта ще бъде предопределена да отваря тайниците на човешката еротика, но подсъзнателно ще се разполага в една широа социална територия на пороци, които далеч надхвърлят интимността на страстите. 

## Прототипи на Жорж Дюроа и Мадлен Форестие[12]
„Романът на Мопасан предизвиква брожение, в литературните среди са склонни да го разглеждат като „роман с ключ”, каквато традиция отдавна съществува във френската проза. Търсят и точния еквивалент на вестник „Ла ви франсез”, но такъв няма, вестникът може да бъде всеки един от онези, на които е сътрудничил Мопасан. Тогава кои са Жорж Дюроа и Мадлен Форестие, централните персонажи на романа? Поради големия успех на творбата и наличието на някои автобиографични черти в образа, Мопасан на шега, но твърде често се самоназовавал Бел ами (Хубавият приятел) и дори е оставил автографи с подписа на „самия Бел ами”. В прекрасната си книга за Мопасан А. Лану се спира подробно на евентуалните прототипи на главните персонажи, както и на други скандални аспекти на твърде нашумелия навремето роман. Най-вероятният прототип на Жорж Дюроа / Бел ами е бил приятелят на Мопасан от младите години на Рьоне Мезроа, който публикувал статии в лековатия вестник „Жил Блас” под псевдонима Кок арди (Дръзкият петел). Освен с репутацията на женкар той се славел и като мъж, който карал любовниците си да пишат вместо него. Две години преди излизането на „Бел ами” Р. Мезроа публикувал книгата си „Дръзващите жени”, предговор към която написал Мопасан. Този предговор бил игриво шеговит, каквато била всъщност и книгата на Мезроа. В него Мопасан застъпва тезата за любовта като игра и забавление, каквото е било и истинското му отношение към нея. „Учудвам се, че в живота на един мъж (жената) може да бъде нещо друго освен лесно и разнообразно запълване на времето като хубава трапеза или така наречения спорт... Никога няма да се съглася, че две жени не струват повече от една, три повече от две, десет повече от три.”
Все пак паралелът „Мадам Бовари – това съм аз” и „Бел ами – това съм аз” е напълно възможен, като се има предвид, че Мопасан не без самочувствие се назовавал Бел ами. Но как да си обясним, че героят му от романа е посредствен журналист и с труд скалъпва статиите си, докато Мопасан имал леко и услужливо перо? Арман Лану твърди, че писателят е вложил в образа на своя герой всичките си отрицателни черти. Твърдението е твърде общо, а освен това у Бел ами отсъстват някои отрицателни черти на Мопасан, вложени в образа на Жюлиен дьо Ламар от първия му роман [„Един живот” – бел. мои]. Няма съмнение обаче, че образите на Ема Бовари и Жорж Дюроа са духовно автобиографични. Общото между Бел ами и писателя е в тяхната харизматичност, в мъжкия им чар, пред който жените не устояват. В началото на литературната си кариера Мопасан е бил по-известен като плейбой, както бихме се изразили днес. Той бил неуморим фустогонец и се гордеел с успехите си сред жените.
Изключително интересен е и образът на Мадлен Форестие. (В иначе хубавия превод на Искра Панова женските имена са българизирани – Мадлена, Сюзана, Клотилда.) Тя представя обобщения образ на еманципираната жена във Франция от последната четвърт на XIX век. Този образ е претърпял съществени промени за едно столетие – неповторим е духовният профил на мадам дьо Стал, напълно различен е този на Жорж Санд. Като начеващ журналист през 1881 г. Мопасан публикувал във в. „Голоа” статията си „Политиканката”, в която сполучливо обрисувал облика на новата еманципирана жена, която иска да влияе върху политиката. Той има предвид конкретно лице, макар да не го назовава – това е Леони Леон, вдъхновителката на един от най-популярните политици на Третата република Гамбета, за чието извисяване на политическия небосклон голяма заслуга имала тъкмо тя. Според слуховете Леони Леон пишела най-сполучливите речи на Гамбета.
Мадлен Форестие е единствената жена в романа, за която чувствата и интимният живот стоят на заден план, а най-същественото са кариерата и парите. Тя е и най-неподатливата на мъжкия чар на Бел ами, той се дразни от нейната непроницаемост, но накрая се примирява с факта, че бракът им всъщност е съдружие в името на общи интереси.
Разбира се, Мадлен Форестие не е буквално Леони Леон, както Жорж Дюроа не е фотографически образ на самия писател. Те са сполучливи събирателни образи, придобили самостоятелно, сякаш извънлитературно битие: Бел ами е образ на безскрупулния кариерист, решил на всяка цена да се добере до върховете на обществото, Мадлен Форестие – на амбициозната еманципирана жена, която отказва да бъде жрица на домашното огнище и желае да подчинява мъжете не с чар, а с ум и находчивост, които я правят влиятелна и необходима.”

## Флорални елементи в романа[13]
Цветята са широко тълкувани по различни начини в романа. Нека обърнем внимание на факта, че цветята, без значение къде са споменати и представени, изразяват отношение с образа на Дюроа. В някои части срещаме флорални мотиви, които присъстват в домовете на героите. В някои случаи цветята присъстват в облеклото на някои герои, а пък в други самият Мопасан ни показва множество цветя, които нарича „цветарници” в преводния текст. Тук можем да кажем, че цветята в романа допринасят за обрисуването на героите в романа. Те присъстват в две линии: едната е линията на естествената им среда, а другата – изкуствената, тази в домовете и облеклата на героите.
Естествената растителност в романа по необикновен начин е представена във градината на „Фоли Бержер” – за това научаваме от посещението на Форестие и Дюроа в бара на проститутките. Можем да твърдим, че всяко от цветята в градината има символика, повечето от която ни препраща към Жорж Дюроа. Тук можем да видим и влиянието на външния му вид  върху жените, като точно този си чар той ще използва за маска или по-скоро като средство, с което да се „прикрепи” към елита и да натрупа облаги. Едно растение, което расте в градината на „Фоли Бержер”, е туята. Тя е аналог на безсмъртието, като с него свързваме и образа на Дюроа.
При по-нататъшното развитие на романа цветарникът в салона на семейство Форестие е само загатнат. Като част от флоралната символика можем да отнесем дори и фамилното име Форестие. От френски език може да се преведе като прилагателно име (горски), и като професия (лесовъд). Тоест названието има семантична връзка – от една страна, с храстите, дърветата, цветята, а от друга – с фигурата, грижеща се за тях. Още нещо, което можем да отбележим, свързано с името на Форестие е, че то е повече свързано с женския образ. Въпреки че фамилията се предава от мъжа (Шарл) на съпругата (Мадлен), романът ни оставя усещането, че името пада повече към жената. Знаем, че според патриархалната традиция домът и името са притежание на мъжа, но романът не ни дава такава информация, остава ни в неизвестност дали жилището е собственост на Шарл, или е обитавано под наем.
По-подробна картина на растителността забелязваме в дома на Мадлен и Шарл, която Мопасан ни представя на приема у тях. На този прием Дюроа се запознава с колегите си от „Ла ви франсез”. През гледната точка на Жорж Дюроа авторът ни описва салона им. В това описание на картината присъстват палмата, зелената вейка и клонката. Те са смятани за символ на духовното извисяване, безсмъртието и възраждането. Като се опрем на символиката на палмата, можем да кажем, че Дюроа е сравняван и дори оприличаван с Форестие след кончината му, но тук по-важното е, че сме по-склонни да тълкуваме образа му като символ на победата, защото постига всяка една цел, която си е поставил.
Цялата тази флорална наситеност придава идеята за уравновесеност и спокойствие. Точно така се чувства и Дюроа. Можем да вмъкнем, че растенията, представени в къщата на Форестие, напомнят и за образа на Мадлен, защото уникалността им говори и за нейния образ, представен в романа. Мадлен е единственият персонаж в романа, който не е представен по линията на баловете, а по-скоро стремящ се към професионално усъвършенстване. Тя пише статии и проявява голям интерес към политиката. В този аспект можем да заключим, че Мопасан ни представя една еманципирана, желаеща равноправие с другия пол жена.
При разглеждането на разнообразието от флорални елементи в романа трябва да споменем и момента, в който цветята оживяват, когато Мадлен и Дюроа са в градината в Кан. Тук наблюдаваме рязък контраст в природоописанието и изживяванията на някои герои. В случая визираме Шарл, който се изповядва на свещеника, преди да се „покаже” пред Бог.  
Още цветя срещаме и върху трупа на Форестие. Там мимозата пресъздава сигурността, убеждението, че смъртта е промяната на човека, а не неговото разрушение. Напред в романа знаем, че Шарл Форестие е наистина мъртъв, но като че ли се преражда в образа на Дюроа. Забележителна е иронията, с която Мопасан „подрежда” образите и по-точно Дюроа, който заема мястото на Форестие, само за да е по-близо до най-силните си желания, а именно властта и парите. След кончината на близкия си приятел, Дюроа заживява на неговото място в дома му. Букетът рози, който Дюроа подарява на Мадлен символизира любов и честност. Със сигурност символите на розата не се припокриват с реалността и истинските отношения между Дюроа и Мадлен, а именно брак по сметка и отношения, лежащи на взаимна изгода. Можем да твърдим, че чисти отношения символизират розите на камината, които Форестие слага за своя приятел граф Дьо Водрек, с когото тя общува и по време на брака си с покойния Шарл, а дори и сега, когато е с Дюроа, на когото това приятелство не му се харесва.
Следващата природна картина е гората. Мопасан ни я представя, когато Мадлен и Дюроа са в селото на Жорж – Руан. Вечерта двамата отиват на разходка в гората, където госпожа Форестие е ужасена от обстановката, обзема я мъка, сърцето ѝ се свива. Гората с нейната усойност и студенина, високите дървета, мракът са причината за тези чувства. Тя несъзнателно изпада в това състояние, като асоциира по някакъв начин името на покойния си съпруг с това пространство. Поведението ѝ се променя, когато тя и Дюроа са в Булонската гора. Любовта им сякаш разцъфтява. Мопасан има силен интерес към природата. Той се възхищава на растенията. Разликата между отношенията към природата на Мопасан и героите му е, че героите му се ужасяват в подобна среда.
Не само живите растения присъстват в романа на Мопасан. Благотворителната дейност, която Жак Ривал организира, ни пренася в едно помещение, което прилича на пещера, а авторът го нарича зимник. В тази част от романа е изобразена идеята за парника, като акцентът тук е в това, че опитомената, домашната природа е без естественост, отнета е красотата ѝ. Описанието на залата е богато, описан е дори „дъхът на подземие”.
Залата се харесва на гостите на приема при Жак Ривал. Отново е направена връзка с Дюроа, независимо че описаните тук флорални елементи не се намират в неговия дом. На това събитие Дюроа се сближава с госпожа Валтер, с която той има кратка връзка само за да се добере до дъщеря ѝ Сюзан, която става негова жена в края на романа.
Като кулминационна точка, след богато описаните дотук моменти, Мопасан ни е изобразил цветарника и в дома на семейство Валтер. Отново Дюроа е спокоен, но трябва да отбележим, че е неестествено някои от персонажите да се чувстват уютно в подобна изкуствена обстановка, а естествената такава да ги плаши (Мадлен и Дюроа).
Да продължим с флоралните елементи. Наблюдаваме присъствието им и като украса в романа, освен изброените символики по-горе. А освен живите растения можем да наблюдаваме и изображения на цветя в дома на Форестие. Изтъкани са карамфили дори по завесата. Смята се, че карамфилът е любимото цвете на боговете, символизира страстната любов. Отново можем да направим връзка с Дюроа, който за много кратко време става любим на жените.
Наблюдаваме цветя по стените и в дома на Дюроа. Тук се усеща контрастът в настроението на Дюроа. Докато салонът на Мадлен успокоява Дюроа, то изкуствените цветя в неговата къща го погнусяват, отегчават и го карат да се гневи.
Цветя в интериорния дизайн наблюдаваме и в апартамента, нает от Клотилд дьо Марел за любовните ѝ преживявания с Жорж Дюроа. Отново ролята на цветята, изобразени по тапетите, е да внесат свежест в тази „мръсна” стая. Не можем да не отбележим честото присъствие на тапетите в романа. Веднъж ги срещаме в дома на семейство Форестие, после при описанието на първата квартира на Дюроа, където стените също са облечени с тапети, макар и те да са в лошо състояние. В любовната квартира на Клотилд и Дюроа отново срещаме тапети с цветни елементи, които отбелязахме по-горе.
След като отчетохме факта, че тапетите са неизменна част в произведението, можем да заключим, че през втората половина на XIX век те са широко разпространени и при бедни, и при богати. А различното тук е, че авторът е избрал флоралните елементи от различен вид.
Не бива да ни учудва честото присъствие на тапетите и многото елементи по тях. Творбата е създадена, когато те са били на мода, а върху тях още от XIV век са се изобразявали животни, архитектурни и флорални елементи.
Срещаме цветята и като аксесоар към дрехите на някои персонажи. Например розата в косата на госпожа дьо Марел – Мопасан използва този образ, за да доизгради и обогати образа на Клотилд. Тук розата контрастира, като може би това е нейният характер. Впоследствие в романа срещаме и цветята при госпожа Дьо Марел. Елементите по облеклото ѝ подсещат за свобода и самостоятелен живот. Синият цвят на дрехата ни говори за спокойствие и разбиране. Чрез тези богати описания на обстановката и флоралните елементи, които присъстват почти навсякъде, Мопасан доизгражда образите на героите, в случая този на Клотилд.
Както вече споменахме, флоралните елементи в произведението са използвани с цел да обогатят и да допринесат по-ясната представа за героите, като в по-голямата си част те характеризират и образа на Жорж Дюроа. По много интересен начин Мопасан ни представя контраста в чувствата на Дюроа, който се поражда от цветята.
Изкуствената природа в романа показва символиката на отчуждаването на човека от естествената среда.

## Екранизации
• През 1916 г. е заснет руски филм от режисьора Максимилиан Гари, наречен „Черен дом".
• През 1939 г. е заснет германски филм, в който главна роля заема Вилхелм Фрохс.
• През 1947 г. е заснет американски черно-бял филм „Личните дела на мил приятел", в който главната роля заема Джордж Сандърс.
• През 1955 г. романът отново е бил заснет с Йоханес Хестерс в главната роля.
• През 1968 г. е заснет немски филм от режисьора Хелмут Каутнер.
• През 1971 г. е заснет британски филм от режисьора Джон Дейвис.
• През 1978 г. е заснета испанска телевизионна сапунена опера, режисирана от Франсиско Абад.
• През 1979 г. е заснет минисериал от четири епизода от режисьора Сандро Болки в италианска телевизия. Главната роля заема Корадо Пани.
• През 1983 г. е заснет минисериал от три епизода с режисьор Пиер Кардинал във френска телевизия. В главните роли участват Жак Уебър и Мариса Беренсън.
• През 2002 г. е заснет италиански минисериал от два епизода, режисиран от Масимо Спано.
• През 2005 г. излиза френско-белгийската екранизация на романа, в която главна роля заема Сагамор Стевенин.
• През 2012 г. излиза екранизация на романа. В главните роли влизат Робърт Патинсън, Ума Турман и Кристина Ричи.